# 209540 Siurana
209540 Siurana è un asteroide della fascia principale. Scoperto nel 2004, presenta un'orbita caratterizzata da un semiasse maggiore pari a 2,1899216 UA e da un'eccentricità di 0,1519675, inclinata di 5,01778° rispetto all'eclittica.